# Hanssuesia
Hanssuesia ist eine Gattung der Vogelbeckensaurier (Ornithischia) aus der Gruppe der Pachycephalosauria. Einzige beschriebene Art ist H. sternbergi.
Von Hanssuesia sind bislang nur Teile des Schädels bekannt. Das Schädeldach war wie bei allen Pachycephalosauriern verdickt und bestand aus dem zusammengewachsenen Stirn- und Scheitelbein (Frontoparietale). Dieses bildete eine breite, kuppelförmige Struktur. Charakteristisch für diesen Dinosauriern sind außerdem ein eingedrücktes Scheitelbein, ein breiter Vorsprung des Stirnbeins sowie weitere Merkmale im Bau der Schädelknochen. Ansonsten ist über den Körperbau dieses Dinosaurier nichts bekannt.
Die fossilen Überreste von Hanssuesia stammen aus der kanadischen Provinz Alberta und dem US-Bundesstaat Montana. Sie werden in die Oberkreide (spätes Campanium) auf ein Alter von rund 76 bis 72 Millionen Jahre datiert. 
Die Funde wurden 1943 unter der heute ungültigen Bezeichnung Troodon sternbergi von Brown und Schlaikjer erstbeschrieben (Troodon gilt heute als theropoder Dinosaurier). Später wurde die Gültigkeit der Art angezweifelt und die Funde in Stegoceras eingeordnet. Robert Sullivan hielt 2003 bei einer Untersuchung von Stegoceras-Überresten die Unterschiede für bedeutend genug, um sie in eine neue Gattung, Hanssuesia, einzuordnen. Der Gattungsname ehrt den Paläontologen Hans-Dieter Sues.